# Diócesis de Luiza
La diócesis de Luiza (en latín: Dioecesis Ludovicana y en francés: Diocèse de Luiza) es una circunscripción eclesiástica de la Iglesia católica en la República Democrática del Congo. Se trata de una diócesis latina, sufragánea de la arquidiócesis de Kananga. Desde el 3 de enero de 2014 su obispo es Félicien Mwanama Galumbulula.

## Territorio y organización
La diócesis tiene 21 777 km² y extiende su jurisdicción sobre los fieles católicos de rito latino residentes en el territorio de Luiza y parte de los de Kazumba y de Dibaya de la provincia de Kasai Central.
La sede de la diócesis se encuentra en la ciudad de Luiza, en donde se halla la Catedral de San Vicente.
En 2022 en la diócesis existían 26 parroquias.

## Historia
La diócesis fue erigida el 26 de septiembre de 1967 con la bula In Summo Pontificalis del papa Pablo VI, tomando su territorio de la arquidiócesis de Luluabourg (hoy arquidiócesis de Kananga).
El 25 de marzo de 2022 cedió una porción de su territorio para la erección de la diócesis de Tshilomba.

## Estadísticas
Según el Anuario Pontificio 2023 la arquidiócesis tenía a fines de 2022 un total de 738 000 fieles bautizados.
| Año                                                                             | Población            | Población | Población      | Sacerdotes | Sacerdotes    | Sacerdotes    | Bautizados por sacerdote | Diáconos permanentes | Religiosos | Religiosos | Parroquias |
| Año                                                                             | Bautizados católicos | Total     | % de católicos | Total      | Clero secular | Clero regular | Bautizados por sacerdote | Diáconos permanentes | Varones    | Mujeres    | Parroquias |
| ------------------------------------------------------------------------------- | -------------------- | --------- | -------------- | ---------- | ------------- | ------------- | ------------------------ | -------------------- | ---------- | ---------- | ---------- |
| 1969                                                                            | 120 000              | 270 000   | 44.4           | 31         | 4             | 27            | 3870                     |                      | 33         | 29         | 9          |
| 1980                                                                            | 361 000              | 549 000   | 65.8           | 33         | 9             | 24            | 10 939                   |                      | 29         | 80         | 21         |
| 1990                                                                            | 505 457              | 895 000   | 56.5           | 55         | 35            | 20            | 9190                     |                      | 58         | 119        | 23         |
| 1996                                                                            | 590 626              | 999 834   | 59.1           | 76         | 58            | 18            | 7771                     |                      | 67         | 201        | 26         |
| 2001                                                                            | 840 266              | 1 500 000 | 56.0           | 83         | 68            | 15            | 10 123                   |                      | 65         | 223        | 30         |
| 2002                                                                            | 847 766              | 1 500 000 | 56.5           | 77         | 65            | 12            | 11 009                   |                      | 78         | 244        | 30         |
| 2003                                                                            | 847 850              | 1 500 000 | 56.5           | 71         | 61            | 10            | 11 941                   |                      | 89         | 287        | 30         |
| 2013                                                                            | 1 799 000            | 2 586 000 | 69.6           | 88         | 78            | 10            | 20 443                   |                      | 80         | 371        | 47         |
| 2016                                                                            | 1 639 660            | 2 385 988 | 68.7           | 94         | 85            | 9             | 17 443                   |                      | 77         | 388        | 45         |
| 2019                                                                            | 1 802 160            | 2 622 450 | 68.7           | 110        | 101           | 9             | 16 383                   |                      | 90         | 406        | 45         |
| 2021                                                                            | 1 752 965            | 2 696 870 | 65.0           | 111        | 103           | 8             | 15 792                   |                      | 55         | 454        | 53         |
| 2022                                                                            | 738 000              | 1 230 000 | 60.0           | 79         | 79            |               | 9341                     | 2                    | 32         | 106        | 26         |
| Fuente: Catholic-Hierarchy, que a su vez toma los datos del Anuario Pontificio. |                      |           |                |            |               |               |                          |                      |            |            |            |

## Episcopologio
- Bernard Mels, C.I.C.M.  † (26 de septiembre de 1967-3 de octubre de 1970 renunció[nota 1])
- Godefroid Mukeng'a Kalond, C.I.C.M. (30 de agosto de 1971-3 de marzo de 1997 nombrado arzobispo de Kananga)
- Léonard Kasanda Lumembu, C.I.C.M. (3 de abril de 1998-3 de enero de 2014 retirado)
- Félicien Mwanama Galumbulula, desde el 3 de enero de 2014